# Amira Dotan
Amira Dotan (hebrejsky: עמירה דותן) je izraelská důstojnice, politička a bývalá poslankyně Knesetu za stranu Kadima.

## Biografie
Narodila se 28. července 1947 v Tel Avivu. Sloužila v izraelské armádě, kde získala jako první žena hodnost brigádního generála (Tat Aluf). V roce 1972 dokončila vysokoškolská studia v oboru behaviorálních věd na Ben Gurionově univerzitě. Působí ve správní radě Ben Gurionovy univerzity. Hovoří hebrejsky, francouzsky a anglicky.

## Politická dráha
V izraelském parlamentu zasedla po volbách do Knesetu v roce 2006, ve kterých kandidovala za stranu Kadima. Ve volebním období 2006–2009 zastávala mimo jiné funkci člena výboru pro zahraniční dělníky, výboru pro zahraniční záležitosti a obranu, výboru pro ústavu, právo a spravedlnost, výboru pro státní kontrolu, etického výboru a předsedala podvýboru pro zprávu státního kontrolora o plánu jednostranného stažení a podvýboru pro zahraniční záležitosti a publicitu.